# Georges Strohl
Pour les articles homonymes, voir Strohl.
Jean Georges Strohl (3 janvier 1839, Wangen – 27 octobre 1901, Paris), est un saint-cyrien français d’origine alsacienne, nommé général de brigade. Il commande en second en 1884, l'École militaire d'infanterie de Saint-Maixent.

## Biographie
Georges Strohl est le fils aîné de Jean Georges Strohl (1803-1884), tonnelier et maire de Wangen, et de Catherine Riehl (1810-1895). Georges Strohl commence ses études à Strasbourg et les termine à Nancy. Il est bachelier ès lettres et ès sciences, langues allemande et espagnole. Il s’engage comme volontaire, en 1860, au 38e régiment d’infanterie de Bourges. Il est reçu à Saint-Cyr en 1862.
Georges Strohl est affecté au 3e régiment de zouaves et part faire la campagne du Mexique de 1864 à 1867. Son régiment obtient la Légion d'honneur pour sa conduite à la bataille de San Lorenzo.
En 1867, avec le même régiment, il combat en Algérie, jusqu'au 17 juillet 1870. Le capitaine Strohl forme à Constantine un escadron de marche.
Georges Strohl participe, avec le régiment de zouaves, à la guerre de 1870 en France. Ce 3e régiment de zouaves s'illustre le 6 août 1870 à la bataille de Frœschwiller-Wœrth. Il est nommé capitaine au corps, le 20 août, et se bat sous les murs de Sedan. Il participe, le 19 septembre, à la bataille de Châtillon, et du mois d'octobre 1870 à janvier 1871, aux combats de Malmaison, Champigny, Drancy, du Bourget et de Buzenval.

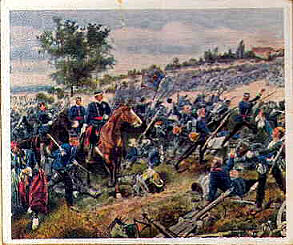
Assaut wurtembourgeois le 6 août 1870 lors de bataille de Frœschwiller-Wœrth.

Après la signature de la paix, durant le mois de mars 1871, il quitte Paris, avec son régiment de zouaves, pour Alger.
Alsacien, Georges Strohl opte pour la nationalité française à la mairie d'Alger, le 21 juin 1872. Le 25 novembre, l'escadron des éclaireurs algériens de la province de Constantine arrive à Bône. Son capitaine commandant, est Strohl, capitaine d'infanterie. À Alger, il est sous-chef de section des affaires indigènes de l’état-major d’Alger. Le commandant Georges Strohl accompagne les ambassadeurs de la cour chérifienne, lors de la mission de Vernouillet en 1877.
On lui confie des recherches difficiles de chefs rebelles, notamment en mars 1877. Il prend part aux combats contre les grandes insurrections algériennes et sert en Algérie jusqu'à son retour en France, en 1884. Tout en étant un militaire, il est un protestant très actif.

### Officier supérieur
Georges Strohl est nommé, en 1884, commandant en second de l'École militaire d'infanterie de Saint-Maixent. En 1886, il devient chef d'état-major à Dunkerque. Affecté à Lons-le-Saunier en 1888, promu colonel en 1890, il prend le commandement du 20e régiment d'infanterie de ligne à Montauban en 1890.
Il est promu, le 11 juin 1895, général de brigade, commandant la 8e brigade d'infanterie et gouverneur de la subdivision militaire de Saint-Quentin, où six années plus tard, il prend sa retraite. En 1901, il passe dans les cadres de réserve. Il ne jouit pas de sa retraite et meurt à 62 ans le 27 octobre 1901, à son domicile, au 47, boulevard de La Tour-Maubourg, dans le 7e arrondissement de Paris et est enterré au cimetière de Montrouge.
Le général Georges Strohl reçoit la médaille commémorative de la campagne du Mexique 1862, la médaille coloniale avec agrafe, pour ses années de campagne en Algérie. Il est commandeur de la Légion d'honneur le 25 décembre 1899 et officier de l'instruction publique, le 1er février 1900.

## Mariage et descendance
Georges Strohl épouse, le 28 février 1874 à Nancy, Fanny Schneegans (1852-1943) fille d’un agent de change de La Nouvelle-Orléans. Ils ont deux fils, nés en Algérie, Georges (1874-1955), qui est général, et Lucien (1879-1970).
Georges Strohl est le cousin du général Charles Mast et de Geoffroy Velten. Le nom d'une rue lui est décerné à Wangen.